# Listă de comune din județul Cluj
Această listă de comune din județul Cluj cuprinde toate cele 75 comune din județul Cluj în ordine alfabetică.

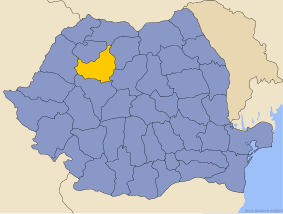
Localizarea județului Cluj în România.

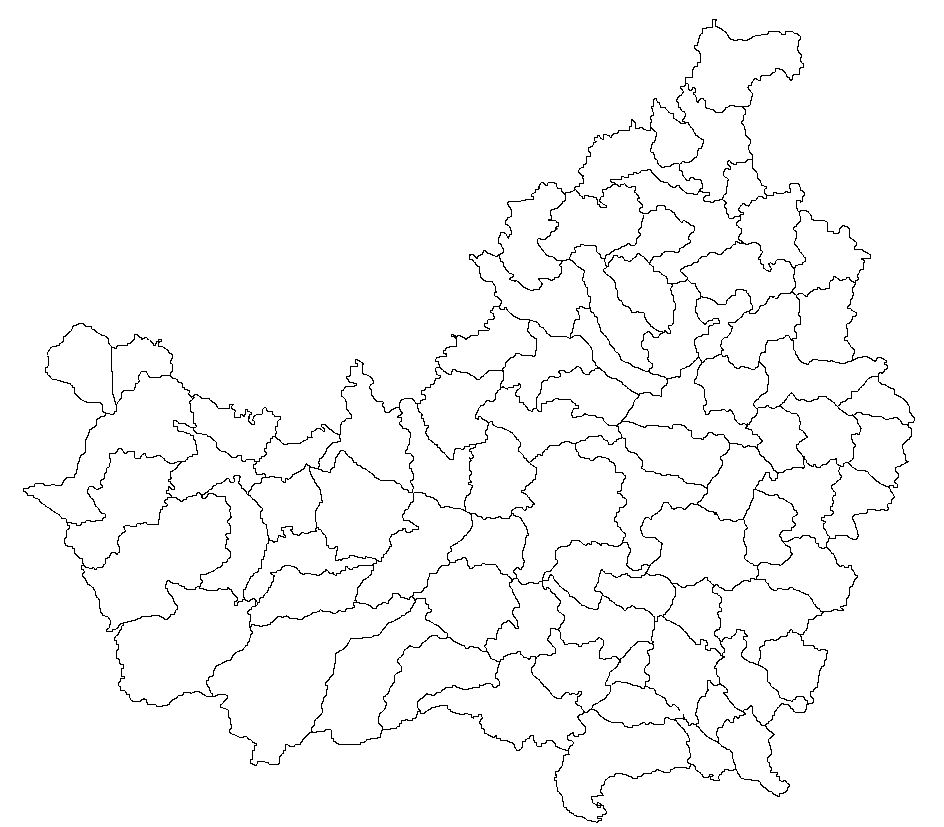
Harta județului Cluj cu împărțirea administrativ-teritorială pe comune

| Nume în română   | Nume în alte limbi                              | Suprafață | Populație (2016) | Sat-reședință    | Alte sate componente |
| ---------------- | ----------------------------------------------- | --------- | ---------------- | ---------------- | --- |
| Aghireșu         | hu Egeres de Erldorf                            |           |                  | Aghireșu         | Aghireșu-Fabrici, Arghișu, Băgara, Dâncu, Dorolțu, Inucu, Leghia, Macău, Ticu, Ticu-Colonie                                        |
| Aiton            | hu Ajton                                        |           |                  | Aiton            | Rediu |
| Aluniș           | hu Kecsed                                       |           |                  | Aluniș           | Corneni, Ghirolt, Pruneni, Vale |
| Apahida          | hu Apahida                                      |           |                  | Apahida          | Bodrog, Câmpenești, Corpadea, Dezmir, Pata, Sânnicoară, Sub Coastă                                                                 |
| Așchileu         | hu Nagyesküllő de Gross-Schwalbendorf           |           |                  | Așchileu Mare    | Așchileu Mic, Cristorel, Dorna, Fodora                                                                                             |
| Baciu            | hu Kisbács                                      |           |                  | Baciu            | Corușu, Mera, Popești, Rădaia, Săliștea Nouă, Suceagu                                                                              |
| Băișoara         | hu Járabánya de Kleingrub                       |           |                  | Băișoara         | Frăsinet, Moara de Pădure, Muntele Băișorii, Muntele Bocului, Muntele Cacovei, Muntele Filii, Muntele Săcelului, Săcel             |
| Beliș            | hu Jósikafalva                                  |           |                  | Beliș            | Bălcești, Dealu Botii, Giurcuța de Jos, Giurcuța de Sus, Poiana Horea, Smida                                                       |
| Bobâlna          | hu Alparét de Krautfeld                         |           |                  | Bobâlna          | Antăș, Băbdiu, Blidărești, Cremenea, Maia, Oșorhel, Pruni, Răzbuneni, Suarăș, Vâlcelele                                            |
| Bonțida          | hu Bonchida de Bruck                            |           |                  | Bonțida          | Coasta, Răscruci, Tăușeni |
| Borșa            | hu Kolozsborsa                                  |           |                  | Borșa            | Borșa-Cătun, Borșa-Crestaia, Ciumăfaia, Giula                                                                                      |
| Buza             | hu Buza de Besotten                             |           |                  | Buza             | Rotunda |
| Căianu           | hu Magyarkályán                                 |           |                  | Căianu           | Bărăi, Căianu Mic, Căianu-Vamă, Vaida-Cămăraș, Văleni                                                                              |
| Călărași         | hu Harasztos de Wahldorf                        |           |                  | Călărași         | Bogata, Călărași-Gară |
| Călățele         | hu Kiskalota                                    |           |                  | Călățele         | Călata, Dealu Negru, Finciu, Văleni                                                                                                |
| Cămărașu         | hu Pusztakamarás                                |           |                  | Cămărașu         | Năoiu, Sâmboleni |
| Căpușu Mare      | hu Magyarkapus de Grossthoren                   |           |                  | Căpușu Mare      | Agârbiciu, Bălcești, Căpușu Mic, Dângău Mare, Dângău Mic, Dumbrava, Păniceni, Straja                                               |
| Cășeiu           | hu Alsókosály                                   |           |                  | Cășeiu           | Comorâța, Coplean, Custura, Gârbău Dejului, Guga, Leurda, Rugășești, Sălătruc, Urișor                                              |
| Cătina           | hu Katona                                       |           |                  | Cătina           | Copru, Feldioara, Hagău, Hodaie, Valea Caldă                                                                                       |
| Câțcău           | hu Kackó                                        |           |                  | Câțcău           | Muncel, Sălișca |
| Ceanu Mare       | hu Mezőcsán                                     |           |                  | Ceanu Mare       | Andici, Boian, Bolduț, Ciurgău, Dosu Napului, Fânațe, Hodăi-Boian, Iacobeni, Morțești, Stârcu, Strucut, Valea lui Cati             |
| Chinteni         | hu Kajántó                                      |           |                  | Chinteni         | Deușu, Feiurdeni, Măcicașu, Pădureni, Satu Lung, Săliștea Veche, Sânmărtin, Vechea                                                 |
| Chiuiești        | hu Pecsétszeg                                   |           |                  | Chiuiești        | Dosu Bricii, Huta, Măgoaja, Strâmbu, Valea Cășeielului, Valea lui Opriș                                                            |
| Ciucea           | hu Csucsa                                       |           |                  | Ciucea           | Vânători |
| Ciurila          | hu Csürülye                                     |           |                  | Ciurila          | Filea de Jos, Filea de Sus, Pădureni, Pruniș, Sălicea, Săliște, Șutu                                                               |
| Cojocna          | hu Kolozs de Salzburg                           |           |                  | Cojocna          | Boju, Boj-Cătun, Cara, Huci, Iuriu de Câmpie, Moriști, Straja                                                                      |
| Cornești         | hu Magyarszarvaskend                            |           |                  | Cornești         | Bârlea, Igriția, Lujerdiu, Morău, Stoiana, Tiocu de Jos, Tiocu de Sus, Tioltiur                                                    |
| Cuzdrioara       | hu Kozárvár                                     |           |                  | Cuzdrioara       | Mănășturel, Valea Gârboului |
| Dăbâca           | hu Doboka de Dobeschdorf                        |           |                  | Dăbâca           | Luna de Jos, Pâglișa |
| Feleacu          | hu Erdőfelek                                    |           |                  | Feleacu          | Casele Micești, Gheorghieni, Sărădiș, Vâlcele                                                                                      |
| Fizeșu Gherlii   | hu Ördöngösfüzes                                |           |                  | Fizeșu Gherlii   | Bonț, Lunca Bonțului, Nicula, Săcălaia                                                                                             |
| Florești         | hu Szászfenes de Sächsisch-Fenisch              |           |                  | Florești         | Luna de Sus, Tăuți |
| Frata            | hu Magyarfráta                                  |           |                  | Frata            | Berchieșu, Oaș, Olariu, Pădurea Iacobeni, Poiana Frății, Răzoare, Soporu de Câmpie                                                 |
| Gârbău           | hu Magyargorbó de Ungarisch Gorbau              |           |                  | Gârbău           | Cornești, Nădășelu, Turea, Viștea                                                                                                  |
| Geaca            | hu Gyeke                                        |           |                  | Geaca            | Chiriș, Lacu, Legii, Puini, Sucutard                                                                                               |
| Gilău            | hu Gyalu de Julmarkt                            |           |                  | Gilău            | Someșu Cald, Someșu Rece |
| Iara             | hu Alsójára                                     |           |                  | Iara             | Agriș, Borzești, Buru, Cacova Ierii, Făgetu Ierii, Lungești, Mașca, Măgura Ierii, Ocolișel, Surduc, Valea Agrișului, Valea Vadului |
| Iclod            | hu Nagyiklód                                    |           |                  | Iclod            | Fundătura, Iclozel, Livada, Orman                                                                                                  |
| Izvoru Crișului  | hu Körösfő                                      |           |                  | Izvoru Crișului  | Nadășu, Nearșova, Șaula |
| Jichișu de Jos   | hu Alsógyékényes de Unterrohrbach               |           |                  | Jichișu de Jos   | Codor, Jichișu de Sus, Șigău, Tărpiu                                                                                               |
| Jucu             | hu Felsőzsuk                                    |           |                  | Jucu de Sus      | Gădălin, Jucu de Mijloc, Juc-Herghelie, Vișea                                                                                      |
| Luna             | hu Aranyoslóna de Lone                          |           |                  | Luna             | Gligorești, Luncani |
| Măguri-Răcătău   | hu Reketó                                       |           |                  | Măguri-Răcătău   | Măguri, Muntele Rece |
| Mănăstireni      | hu Magyargyerőmonostor de Ungarisch-Klosterdorf |           |                  | Mănăstireni      | Ardeova, Bedeciu, Bica, Dretea, Mănășturu Românesc                                                                                 |
| Mărgău           | hu Meregyó                                      |           |                  | Mărgău           | Bociu, Buteni, Ciuleni, Răchițele, Scrind-Frăsinet                                                                                 |
| Mărișel          | hu Havasnagyfalu                                |           |                  | Mărișel          | |
| Mica             | hu Mikeháza                                     |           |                  | Mica             | Dâmbu Mare, Mănăstirea, Nireș, Sânmărghita, Valea Cireșoii, Valea Luncii                                                           |
| Mihai Viteazu    | hu Alsószentmihály                              |           |                  | Mihai Viteazu    | Cheia, Cornești |
| Mintiu Gherlii   | hu Szamosújvárnémeti de Deutsch-Neudorf         |           |                  | Mintiu Gherlii   | Bunești, Nima, Pădurenii, Petrești, Salatiu                                                                                        |
| Mociu            | hu Mocs de Motsch                               |           |                  | Mociu            | Boteni, Chesău, Crișeni, Falca, Ghirișu Român, Roșieni, Turmași, Zorenii de Vale                                                   |
| Moldovenești     | hu Várfalva de Burgdorf                         |           |                  | Moldovenești     | Bădeni, Pietroasa, Plăiești, Podeni, Stejeriș                                                                                      |
| Negreni          | hu Körösfeketetó                                |           |                  | Negreni          | Bucea, Prelucele |
| Panticeu         | hu Páncélcseh                                   |           |                  | Panticeu         | Cătălina, Cubleșu Someșan, Dârja, Sărata                                                                                           |
| Pălatca          | hu Magyarpalatka                                |           |                  | Pălatca          | Băgaciu, Mureșenii de Câmpie, Petea, Sava                                                                                          |
| Petreștii de Jos | hu Magyarpeterd                                 |           |                  | Petreștii de Jos | Crăești, Deleni, Livada, Petreștii de Mijloc, Petreștii de Sus, Plaiuri                                                            |
| Ploscoș          | hu Palackos                                     |           |                  | Ploscoș          | Crairât, Lobodaș, Valea Florilor                                                                                                   |
| Poieni           | hu Kissebes                                     |           |                  | Poieni           | Bologa, Cerbești, Hodișu, Lunca Vișagului, Morlaca, Tranișu, Valea Drăganului                                                      |
| Rișca            | hu Roska                                        |           |                  | Rișca            | Dealu Mare, Lăpuștești, Mărcești                                                                                                   |
| Recea-Cristur    | hu Récekeresztúr                                |           |                  | Recea-Cristur    | Căprioara, Ciubanca, Ciubăncuța, Elciu, Escu, Jurca, Osoi, Pustuța                                                                 |
| Săcuieu          | hu Székelyjó de Zekeldorf                       |           |                  | Săcuieu          | Rogojel, Vișagu |
| Săndulești       | hu Szind                                        |           |                  | Săndulești       | Copăceni |
| Săvădisla        | hu Tordaszentlászló                             |           |                  | Săvădisla        | Finișel, Hășdate, Lita, Liteni, Stolna, Vălișoara, Vlaha                                                                           |
| Sâncraiu         | hu Kalotaszentkirály                            |           |                  | Sâncraiu         | Alunișu, Brăișoru, Domoșu, Horlacea                                                                                                |
| Sânmărtin        | hu Szépkenyerűszentmárton                       |           |                  | Sânmărtin        | Ceaba, Cutca, Diviciorii Mari, Diviciorii Mici, Măhal, Sâmboieni, Târgușor                                                         |
| Sânpaul          | hu Magyarszentpál de Paulsdorf                  |           |                  | Sânpaul          | Berindu, Mihăiești, Sumurducu, Șardu, Topa Mică                                                                                    |
| Sic              | hu Szék de Sechen                               |           |                  | Sic              | |
| Suatu            | hu Magyarszovát                                 |           |                  | Suatu            | Aruncuta, Dâmburile |
| Tritenii de Jos  | hu Alsódetrehem                                 |           |                  | Tritenii de Jos  | Clapa, Colonia, Pădureni, Tritenii de Sus, Tritenii-Hotar                                                                          |
| Tureni           | hu Tordatúr                                     |           |                  | Tureni           | Ceanu Mic, Comșești, Mărtinești, Micești                                                                                           |
| Țaga             | hu Cege de Zegen                                |           |                  | Țaga             | Năsal, Sântejude, Sântejude-Vale, Sântioana                                                                                        |
| Unguraș          | hu Bálványosváralja de Schlosswall              |           |                  | Unguraș          | Batin, Daroț, Sicfa, Valea Ungurașului                                                                                             |
| Vad              | hu Révkolostor                                  |           |                  | Vad              | Bogata de Jos, Bogata de Sus, Calna, Cetan, Curtuiușu Dejului, Valea Groșilor                                                      |
| Valea Ierii      | hu Járavize                                     |           |                  | Valea Ierii      | Cerc, Plopi |
| Viișoara         | hu Aranyosegerbegy de Erlenmarkt                |           |                  | Viișoara         | Urca |
| Vultureni        | hu Borsaújfalu de Neudorf                       |           |                  | Vultureni        | Băbuțiu, Bădești, Chidea, Făureni, Șoimeni                                                                                         |